# (221628) Hyatt
(221628) Hyatt est un astéroïde de la ceinture principale.

## Nom
Cet astéroïde porte le nom de Hyatt M. Gibbs (en), professeur de sciences optiques et père du découvreur. La citation de nommage est la suivante :
« Hyatt M. Gibbs (b. 1938) is a professor of optical sciences at the University of Arizona. Well-known for research in quantum optics and books on optical bistability, he is a fellow of the APS, OSA, Franklin Institute, and AAAS. He is a recipient of the Humboldt Research Award and Michelson Medal. »
soit en français :

« Hyatt M. Gibbs (en) (né en 1938) est un professeur de sciences optiques à l'Université de l'Arizona. Connu pour ses recherches en optique quantique et ses livres sur la bistabilité optique, il est un fellow de l'APS, de l'OSA, de l'Institut Frankin et de l'AAAS. Il est récipiendaire du Humboldt Research Award et de la médaille Michelson. »

## Description
(221628) Hyatt est un astéroïde de la ceinture principale. Il fut découvert le 26 décembre 2006 aux Monts Santa Catalina par Alex R. Gibbs. Il présente une orbite caractérisée par un demi-grand axe de 3,13 UA, une excentricité de 0,25 et une inclinaison de 32,5° par rapport à l'écliptique.

## Compléments